# Катастрофа Ил-76 в Мирном
Катастрофа Ил-76 в Мирном — авиационная катастрофа, произошедшая 1 ноября 2009 года. Транспортный самолёт Ил-76МД, принадлежавший 70-му отдельному смешанному авиационному полку особого назначения Внутренних войск МВД России, выполнял грузовой рейс по маршруту Мирный—Иркутск—Чита, но всего через 59 секунд после взлёта врезался в отвал алмазного рудника «Мир» и полностью разрушился. Погибли все находившиеся на его борту 11 человек — 7 членов экипажа и 4 пассажира (сменный экипаж).

## Самолёт
Ил-76МД (регистрационный номер СССР-76801, заводской 0093495866, серийный 72-07) был выпущен Ташкентским авиационным производственным объединением имени В. П. Чкалова (ТАПОиЧ) 31 августа 1989 года. 12 марта 1990 года был передан МВД СССР (ВВ МВД СССР), с 16 мая 1992 года — МВД России (ВВ МВД России). В августе 1995 года был перерегистрирован и его б/н сменился на RA-76801. С января по август 2007 года находился на хранении, пока не был передан 70-му отдельному смешанному авиационному полку особого назначения Внутренних войск МВД России, базировавшемуся в Ермолино (аэродром Ермолино); бортовой номер при этом снова сменился на RF-76801. Оснащён четырьмя турбореактивными двигателями Д-30КУ производства Рыбинского моторостроительного завода. По состоянию на 13 апреля 2007 года, налетал 3908 часов.

## Экипаж и пассажиры
На борту Ил-76 в момент катастрофы находилось 11 человек:

### Экипаж
- Командир экипажа — 44-летний подполковник Игорь Николаевич Майстришин.
- Помощник командира — 33-летний майор Александр Сергеевич Зубов.
- Штурман — 30-летний капитан Александр Сергеевич Вецель.
- Бортинженер — 33-летний капитан Игорь Васильевич Михайлов.
- Бортрадист — 42-летний старший прапорщик Вячеслав Владимирович Каримов.
- Бортовой техник по авиационно-десантному оборудованию — 29-летний капитан Павел Владимирович Гончаров.
- Авиатехник — 26-летний старший прапорщик Павел Александрович Филатов.

### Пассажиры (сменный экипаж)
- Командир экипажа — 31-летний майор Ильдар Ханифович Хисамов.
- Помощник командира — 30-летний майор Дмитрий Валерьевич Борисов.
- Штурман — 29-летний майор Сергей Александрович Харченко.
- Бортинженер — 40-летний подполковник Николай Михайлович Киреев.

## Хронология событий

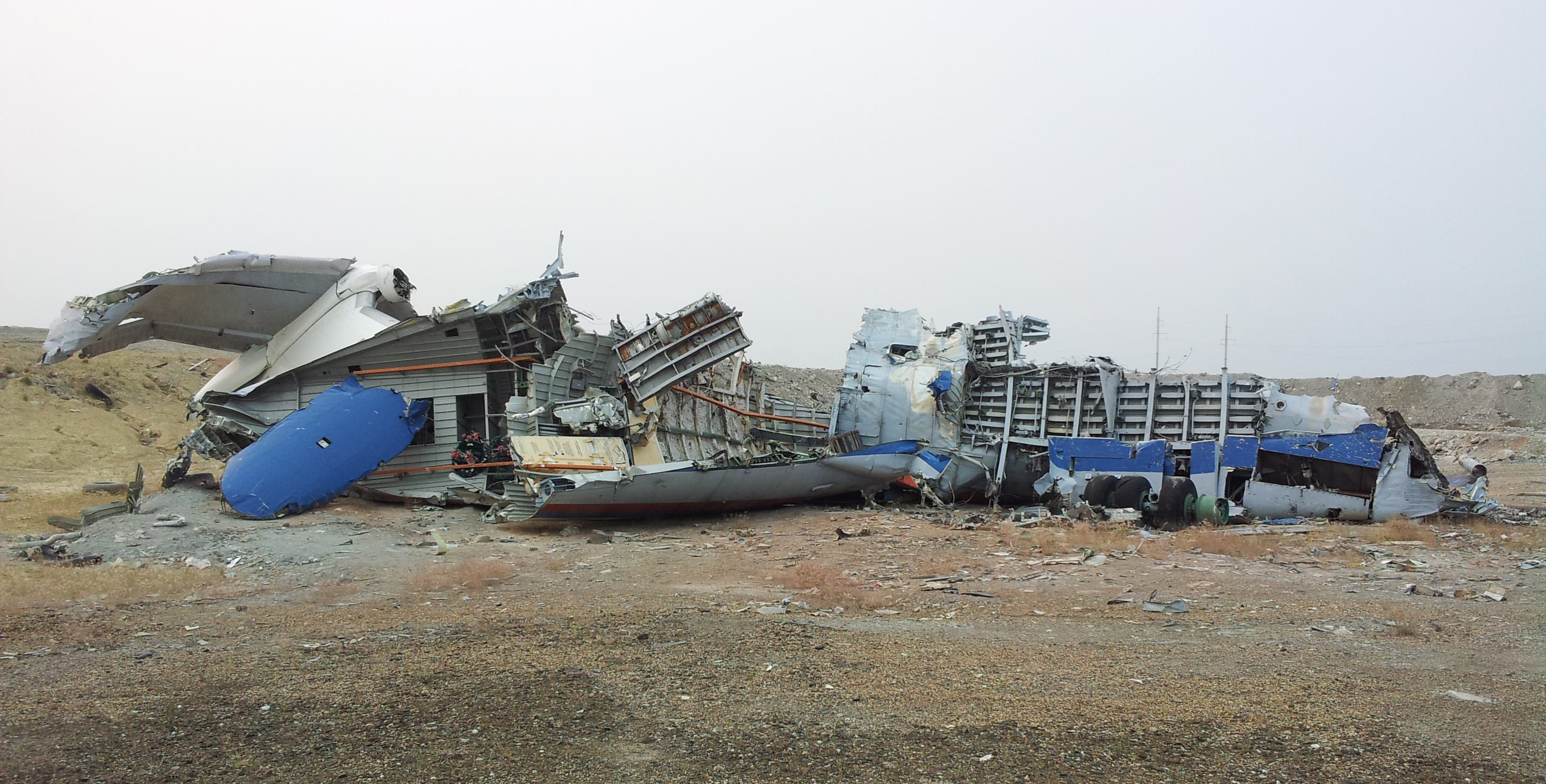
Обломки борта RF-76801

31 октября 2009 года Ил-76МД борт RF-76801 доставил в Мирный партию коммерческого груза. После посадки самолёта командир привёл в действие электрическую часть системы стопорения рулей и элеронов, включение системы сопровождалось световым сигналом «СТОПОР ВКЛ.». 1 ноября (в день катастрофы) система стопорения так и не была отключена и сигнал «СТОПОР ВКЛ.» продолжал гореть, но командир экипажа воспринял это как ложное срабатывание и принял решение на взлёт.
Перед взлётом командир выполнил проверку работоспособности системы управления элеронами путём отклонения штурвала влево, а затем вправо. Во время отклонения штурвала вправо произошло стопорение правого элерона вследствие срабатывания его стопорного механизма.
В 07:48:04 борт RF-76801 вылетел из аэропорта Мирный. В процессе разбега начал развиваться кренящий момент вправо. Отрыв самолёта от ВПП произошёл с креном 8° вправо, который продолжал интенсивно увеличиваться. Экипаж попытался парировать крен отклонением педали и штурвала влево, но ход штурвала влево был ограничен механизмом стопорения правого элерона. Командир экипажа, находясь в стрессовом состоянии, и в виду скоротечности развития особой ситуации, не предпринял никаких действий по рассоединению проводки управления самолётом в поперечном канале, предусмотренных руководством по лётной эксплуатации. На 59-й секунде полёта с креном около 90°, на скорости 364 км/ч и с незначительной вертикальной скоростью снижения борт RF-76801 в 1893 метрах от контрольной точки аэропорта Мирный врезался в отвал алмазного рудника «Мир», затем рухнул на поле, полностью разрушился и загорелся. Все 11 человек на его борту погибли.

## Расследование

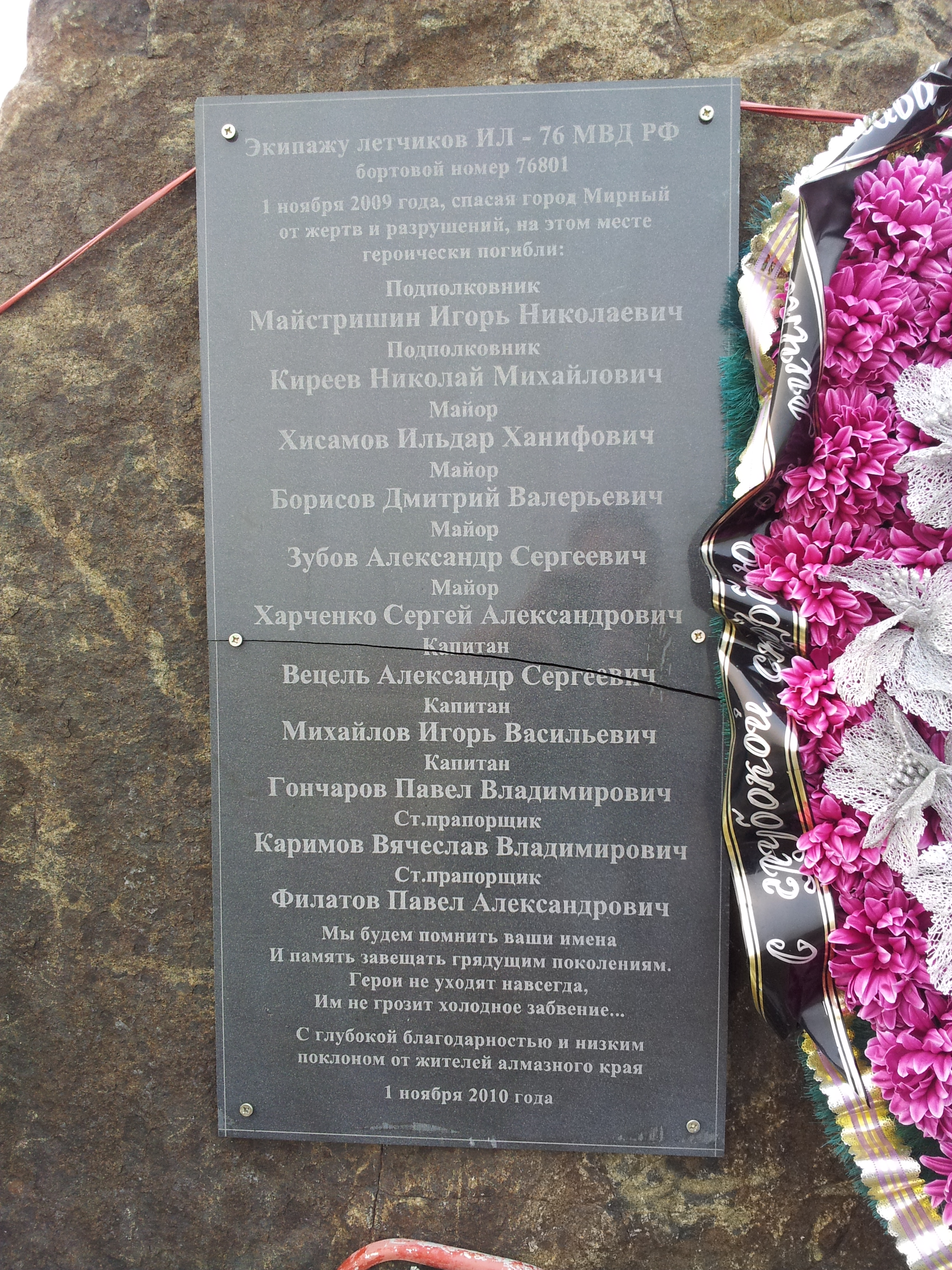
Памятная плита на месте катастрофы

Расследование причин катастрофы проводила Транспортная прокуратура Российской Федерации. Комиссия из числа представителей главного командования внутренних войск МВД России вылетела в Якутию для участия в расследовании причин катастрофы. 3 ноября подтвердилась информация о об обнаружении бортовых самописцев самолёта.

## Память
Через 7 дней после катастрофы, 8 ноября 2009 года, на месте катастрофы борта RF-76801 были установлены памятная плита и крест. 1 ноября 2010 года, в первую годовщину катастрофы, на месте падения самолёта был установлен мемориал с памятной плитой.